# Kloster Marienbusch
Das Kloster Marienbusch (rubus sanctae Mariae) war ein Prämonstratenserinnenstift, das zwischen 1224 und 1286 in Wischow (heute polnisch Wyszkowo) bei Trzebiatów (Treptow an der Rega) im heutigen Powiat Gryficki (Kreis Greifenberg) der polnischen Woiwodschaft Westpommern und danach bis Mitte des 16. Jahrhunderts in Treptow selbst bestand.

## Gründung und erste Jahre in Wischow bei Treptow (1224–1286)
Die Gründung des Klosters Belbuck (polnisch Białoboki) nordwestlich der Stadt Treptow durch den Pommernherzog Kasimir I. mit den Prämonstratensern am Ende des 12. Jahrhunderts bedeutete einen wichtigen Vorstoß des Prämonstratenserordens nach Hinterpommern. Allerdings hatten die Prämonstratenser damals schon den Grundsatz aufgegeben, Männer und Frauen in einem Kloster zu vereinen; stattdessen errichteten sie gelegentlich in der Nähe ihrer Männerklöster auch Frauenstifte.

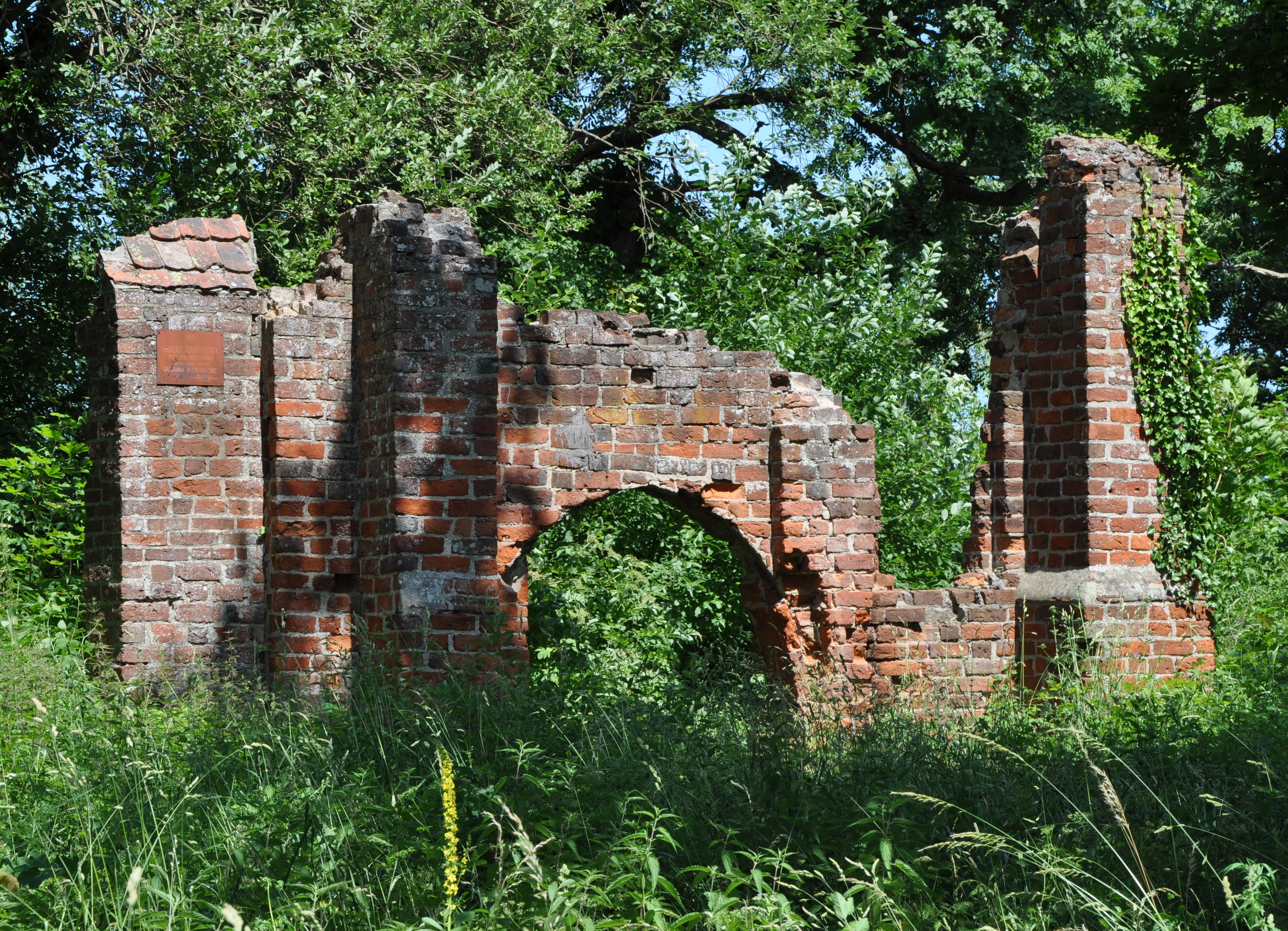
Ruinenreste der im 15. Jahrhundert an der Stelle des früheren Klosters erbauten Wischower Kirche (2010).

Am 7. Juli 1224 schenkte Anastasia, die Witwe des Herzogs Bogislaw I., dem Kloster Belbuck ihren Witwensitz, die Burg Treptow, zusammen mit 23 Dörfern der näheren Umgebung zum Aufbau und Unterhalt eines Nonnenklosters; durch ihre Enkel, die Herzöge Barnim I. und Wartislaw III., wurde die Schenkung 1228 noch leicht modifiziert. Nach dem Vorbild Belbucks, das 1208 von Prämonstratensern des Stifts Mariëngaarde in Hallum in Friesland bezogen worden war, warben Anastasia und der Belbucker Abt Otto Stiftsdamen aus dem Mariëngaarder Tochterkloster Bethlehem an, die zwischen 1235 und 1240 eine im Dorf Wischow, das zur Gründungsausstattung Belbucks gehörte, auf dem rechten Regaufer aufgebaute Klostersiedlung Marienbusch (rubus sanctae Mariae) bezogen; 1243 bestand der Konvent aus 50 Prämonstratenserinnen. In dem Kloster nahm Herzogin Anastasia ihren Witwensitz und wurde nach 1240 auch dort bestattet.
Der Klosterbesitz unterstand von Anfang an der Aufsicht des Klosters Belbuck, auch wenn Marienbusch einen eigenen Stiftspropst als Verwalter hatte.

## Treptow (1286–1573)
Nach der Stadterhebung Treptows 1277 verständigten sich die Herzöge Barnim I. und Bogislaw IV. mit dem Kloster Belbuck über Rechte und Pflichten (etwa zur Beteiligung am Stadtmauerbau) des Marienbuscher Konvents in der Stadt, und bis 1287 wurde das Prämonstratenserinnenstift in die Stadt auf den dortigen Burgberg verlegt, wobei ihm als Klosterkirche die Nikolaikirche zugewiesen war. Zum Unterhalt der Nonnen bestimmte Schenkungen ergingen auch weiterhin formal an das Kloster Belbuck, so dass Prämonstratenserinnen in enger Abhängigkeit ihres Mutterklosters blieben; darunter fielen auch Hopfengärten, die es der von den Nonnen betriebenen Brauerei ermöglichten, „eine nicht unbedeutende Menge Bier“ in der Stadt herzustellen. Wirtschaftlich profitierte das Stift im späten 14. und frühen 15. Jahrhundert auch von umfangreichen liturgischen Schenkungen etwa des Belgarder Pfarrers Ulrich Zabow (1390).
Zu Beginn des 16. Jahrhunderts erhielt Elisabeth Cruciger aus Meseritz (heute polnisch Międzyrzecze) in früher Kindheit ihre Schulausbildung im Kloster. Sie wurde die erste evangelische Liederdichterin. Unter dem Einfluss der reformatorischen Lehre – an der Treptower Stadtschule fungierte Johann Bugenhagen als Rektor – verließ sie 1522 den Orden und wurde von der – inzwischen nach Wittenberg gezogenen – Familie Bugenhagen in der Stadt Martin Luthers aufgenommen.
Details über die Auflösung des Klosters Marienbusch im Gefolge der Reformation in Pommern sind nicht überliefert; zwar wurden die Besitztümer des Konvents 1524 mit denen Belbucks eingezogen, doch bestand das Kloster selbst mit eigener Verwaltung noch bis 1573 fort. Der seit dem 14. Jahrhundert bestehenden Tradition als Marienwallfahrtsort wurde allerdings durch die Entfernung des Gnadenbildes Einhalt geboten. 
Von den Klosterbauten in Treptow ist nichts mehr erhalten; auf ihren Mauern entstand später das Schloss Treptow. In Wischow erinnern jedoch die Ruinenreste der im 15. Jahrhundert erbauten Wischower Kirche noch an die Stelle des früheren Klosters Marienbusch.